# Luisenburg-Gymnasium Wunsiedel
Das Luisenburg-Gymnasium Wunsiedel ist ein Gymnasium im Landkreis Wunsiedel im Fichtelgebirge. Im Schuljahr 2023/24 hatte es ca. 560 Schüler und ist die älteste höhere Schule im Fichtelgebirge. Ihr Bestehen kann bis 1530 zurückverfolgt werden. Das Luisenburg-Gymnasium war früher eine Realschule und wurde zum Gymnasium umgebaut.

## Geschichte

### Von der Realschule zum Gymnasium
Im März 1947 konnte in Wunsiedel zum ersten Mal die Abiturprüfung abgehalten werden. Vorher war die damalige „Oberrealschule Wunsiedel“ eine sechsklassige Lehranstalt; für eine Reifeprüfung wären allerdings acht Klassen notwendig gewesen. Ab Januar 1944 konnte wegen des Krieges von einem geregelten Unterricht keine Rede mehr sein. Als sich die Schüler 1945 nach dem Krieg wieder in der Heimat einfanden, mit einem ungültig gewordenen Reifevermerk in der Tasche, sahen sie sich vor die Aufgabe gestellt, sich möglichst schnell ein gültiges Abschlusszeugnis zu verschaffen. Der entscheidende Schritt in Richtung „Abitur in Wunsiedel“ erfolgte dann im Februar 1946. Mit dem Leichtsinn eines Achtzehnjährigen reiste Heinrich Benno Schäffler zum Kultusministerium nach München. Er hatte ein Schreiben, das um die Zulassung eines Abiturientenkurses an der Oberrealschule Wunsiedel bat, dabei. Dieses Gesuch wurde durch ein entsprechendes Schreiben des Bürgermeisters Georg Herrmann und des Landrates Benno Timper, aber nicht von seinem damaligen Direktor Bleisch, unterstützt. Dieser meinte, die Aktivitäten der jungen Leute seien zwar lobenswert, ihr Vorschlag jedoch nicht durchführbar. Überraschenderweise hat sich der zuständige Sachbearbeiter des Ministeriums, Dr. Karenbaum, aber von Schäffler überzeugen lassen. Er hörte sich seine recht wortreiche Geschichte an und sagte dann: „So, jetzt fahren Sie nach Hause und bestellen ihrem Direktor einen schönen Gruß von mir, er soll in Wunsiedel eine siebte und achte Klasse einrichten.“ Ohne große Formalitäten hatte sich der Erfolg plötzlich eingestellt. Damit waren die Weichen gestellt und die Wunsiedler Schule konnte ihre Schüler bis zum Reifezeugnis führen. Vorher musste man nach der Mittleren Reife nach Hof, Bayreuth oder Marktredwitz übertreten. Mit dem Schreiben vom 10. April 1946 genehmigte dann das Bayerische Staatsministerium für Unterricht und Kultus in jederzeit widerruflicher Weise die Errichtung einer 7. und 8. Klasse an der Oberrealschule für Jungen in Wunsiedel, falls sich eine ausreichende Anzahl von Schülern dafür meldet. Die erforderlichen Lehrkräfte wurden zugeteilt. Überwiesen wurden je ein Mathematiker und ein Germanist. Anmeldung für die 8. Klasse: 26 Schüler, für die 7. Klasse: 15 Schüler. Beide Klassen an der Oberstufe konnten somit eröffnet werden. Die Schüler der 8. Klasse mussten sich einer Probezeit unterziehen. Nach der Lösung der Raumprobleme- zeitweise waren die Schüler in einem Büroraum des Finanzamtes in der Sonnenstraße untergebracht- stand der Einrichtung der 8. Klasse, die zur 1. Reifeprüfung im Jahre 1947 führte, nichts mehr im Wege. An der ersten Abiturprüfung nahmen neun Jungen und sechs Mädchen teil. Die schriftlichen Prüfungen umfassten die Fächer Deutsch, Englisch, Latein, Mathematik, Physik und Chemie. Es muss davon ausgegangen werden, dass ein Großteil der Prüfungsaufgaben per Tafelanschrift mitgeteilt wurde.

### Das Gebäude
Der Altbau der Schule wurde 1878/79 errichtet, auffallend dabei ist die symmetrische Anlage mit dem dominierenden Mittelbau. Fast acht Jahrzehnte lang blieb das Schulgebäude äußerlich unverändert, doch die stetig anwachsende Schülerzahl ließ auf Dauer keinen Platz mehr. Daher konnte der Unterricht 1935 nur durch Bildung von Wanderklassen aufrechterhalten werden. Die Pläne für einen Erweiterungsbau nach Westen hin haben sich 1955/56 verzögert. Am 30. Oktober 1956 wurde dann aber mit dem Bau begonnen und am 14. Dezember 1956 erfolgte schon das Richtfest.
Durch diesen Erweiterungsbau hat das Schulhaus zwei weitere Klassenzimmer gewonnen, hinzu kamen ein Bibliothekszimmer, ein Physikvorbereitungs- und ein Sammlungszimmer. Der ausgebaute Keller brachte einen Physikraum. Im Dachgeschoss wurde das reichhaltige Material der Biologiesammlung wirkungsvoll untergebracht. Für die Aufbewahrung von Reinigungsmitteln wurde ebenso ein Putzraum geschaffen.
Während der Bauarbeiten am Erweiterungsbau und in den Folgejahren wurde die Anfang der fünfziger Jahre begonnene Modernisierung am Altbau zügig fortgesetzt. So wurden Waschbecken in den Klassenzimmern installiert, Zentralheizungen wurden angeschlossen und der Straßeneingang wurde neu gestaltet.
1969 wurde die Modernisierung des Altbaus fortgesetzt. So wurden der Schulhof asphaltiert und die Außenfassade neu verputzt. Durch die weiter ansteigende Schülerzahl und dem nicht ausbaufähigen Dachboden, wurde die Notwendigkeit eines weiteren Anbaus dringlich. Dieser sollte nach Osten hin erfolgen. Herr Dr. Petschelt konnte die Genehmigung des Baus einer Hausmeisterwohnung durch den Staat erwirken und damit eines der Hindernisse beseitigen, die bislang einer Einigung zwischen dem Freistaat Bayern und dem Landkreis Wunsiedel über den Umfang der Baumaßnahmen und der Verteilung der Lasten im Wege gestanden waren.
Der Bau begann am 29. Juli 1968 und endete mit großen Verzögerungen am 30. April 1969.
Mit dem Beginn des neuen Schuljahres konnte der Erweiterungsbau bezogen werden. Es standen nun zehn neue Klassenzimmer zur Verfügung, ein großer Musiksaal mit einem Nebenraum für Instrumente, zwei Arbeitsräume für die Oberstufe, eine Lernmittelsammlung, ein Handarbeitsraum, ein Sprachlabor, eine Schülerlesebücherei, ein Biologiesammlungs- und Übungsraum, ein Fotolabor, eine Erdkundesammlung, ein Werkraum, zwei Auswärtigenzimmer, ein Fernsehraum, je ein Nebenraum für die Putzfrauen und den Hausmeister.
Auch im Altbau hatten zwischenzeitlich die Arbeiten nicht geruht. Es standen nun nach der Umgestaltung einiger Räume zehn weitere Klassenzimmer zur Verfügung. Ferner gab es ein größeres Lehrerzimmer, einen Vorbereitungsraum für Kunsterzieher, ein Zimmer für den Schularzt, ein Elternsprechzimmer, ein neues Direktorat, einen Garderobenraum für Lehrer, einen Biologielehrsaal, einen Chemie- und einen weiteren Biologiesammlungsraum. Damit war die Schule für längere Zeit aller Raumsorgen enthoben, jede Klasse hatte ihr eigenes Klassenzimmer.
Die 1970 herrschende euphorische Stimmung hielt bis zum Schuljahr 1972/73 an. Dann hieß es, dass die jeweils nur einfach vorhandenen Fachräume (Physik, Chemie, Kunst und Musik) gänzlich ausgelastet seien. Da außerdem die Schülerzahlen gestiegen waren, wurde ein neuer Erweiterungsbau und eine zweite Turnhalle erforderlich. Diese benötigte man dringender denn je, denn der Anteil der Mädchen war stark gestiegen. In diesem Erweiterungsbau befinden sich neben einer zweiten Turnhalle auch ein Physiksaal und zwei Physikübungsräume, mehrere Klassenzimmer und die Aula der Schule.
Ab 1998 wurde ein neuer Erweiterungsbau in Angriff genommen. Des Weiteren befinden sich zwei Kunstsäle, eine zweite Aula und weitere Klassenräume, die hauptsächlich von der Oberstufe gebraucht werden, in diesem Anbau.
In den Jahren nach 2005 wurde die gesamte Schule renoviert.

### Chronik ab 1945
Am 8. Januar 1946 wurde der Unterricht mit sechs Klassen und 294 Schülern wiederaufgenommen. Am 10. April 1946 genehmigte das Ministerium die Einführung einer 7. und 8. Klasse. Am 21. Februar 1947 wird der Schule die Bezeichnung Oberrealschule' anerkannt. Im März 1947 legen drei Schülerinnen und zwei Schüler die 1. Reifeprüfung ab. Ab dem Schuljahr 1952/1953 werden die Schüler der Oberrealschule in zwei Fremdsprachen unterrichtet. Sie beginnen in der 1. Klasse mit Englisch, in der 3. Klasse kann zwischen Latein oder Französisch gewählt werden. Damit entfällt die Trennung in zwei Zweige.
1957 wurde der Neubau eingeweiht. Damit kamen zwei Klassenzimmer, ein Bibliothekszimmer, eine Physikvorbereitungsraum und ein Sammlungszimmer hinzu. Am 22. Oktober 1960 wurde die Turnhalle eröffnet, die auch als Versammlungs-, Feier- und Theaterraum genutzt werden kann. Gleichzeitig wurde der Atriumshof als Verbindung zur Turnhalle vorgestellt. Im Schuljahr 1965/1966 bekam die Schule aufgrund des Abkommens der Bundesländer zur Vereinheitlichung des Schulwesens einen neuen Namen Staatliches mathematisch-naturwissenschaftliches Gymnasium. Auch die Klassenbezeichnungen änderten sich von 1–9 zu 5-13. Zum ersten Mal in der Schulgeschichte wurden Klassenfahrten durchgeführt (nach Paris und Wien). Die Schulreform brachte Neuerungen in der Unterrichtsgestaltung: Um den 5. Klassen den Übergang an das Gymnasium zu erleichtern, erhalten diese Ergänzungsunterricht als wahlfreien Unterricht. Die Fächer Geschichte, Erdkunde und Sozialkunde wurden im übergreifenden  Unterrichtsgebiet Gemeinschaftskunde koordiniert. 1967 gab es den ersten Schulaustausch mit der Craigholme School in Glasgow.
1967/1968 war die Schülerzahl erstmals höher als 500. Dem Antrag der 13. Klasse auf Mitspracherecht bei der Festsetzung und Gestaltung der Themen der Studientage wurde stattgegeben. Diese beschäftigten sich daraufhin mit der 68er-Revolution. Das „Schulforum“, ein Gremium von Schülern, Eltern und Lehrern, entstand und sprach sich für ein Verbot des Rauchens im Schulbereich aus. Am 30. April 1969 war das Richtfest für den Anbau. Für das Schuljahr 1969/1970 wurde die Einführung eines 5. neusprachlichen Zweiges genehmigt. Am 7. November 1969 wurde der Erweiterungsbau eingeweiht. Die Schule erhielt zehn neue Klassenzimmer, einen Musiksaal, zwei Arbeitsräume für die Oberstufe, eine Lernmittelsammlung, einen Handarbeitsraum, ein Sprachlabor mit 20 Plätzen, eine Schülerlesebücherei, einen Biologiesammlungs- und Übungsraum, ein Fotolabor, eine Erdkundesammlung, einen Werkraum, zwei Auswärtigenzimmer, einen Verkehrserziehungs- und Fernsehraum und einen Milchkeller. Die SMV nahm mit Filmveranstaltungen am Nachmittag ihr Programm auf. Der Jazzkeller war, dank der eigenen Schulband, ein voller Erfolg. 1970/1971 stieg die Anzahl der Klassen auf 21 an.
1973/1974 wurde die 13. Jahrgangsstufe zum ersten Mal dreizügig geführt. Mit einer Schülerzahl von über 700 ist die Kapazität der Schulanlage erneut auf das Äußerste ausgelastet. Am 3. Juni 1975 wurde die Schule in den Kollegstufenversuch aufgenommen. 1977 fand das letzte traditionelle Abitur statt. Gleichzeitig begann zum ersten Mal die Kursphase der Kollegstufe mit den Leistungskursen Deutsch, Englisch, Latein, Physik, Chemie und Wirtschaft/Recht. Das erste Kollegstufen-Abitur folgte im Schuljahr 1977/1978. 1979/1980 wurde der  Erweiterungsbau begonnen. Am 1. Juli 1981 besuchte eine Schülergruppe des „Collège Henri Bourillon“  das Gymnasium, wodurch der Austausch mit der französischen Schule angebahnt wurde. Die tatsächliche Schulpartnerschaft begann 1982. Am 23. Dezember 1981 wurde der Erweiterungsbau freigegeben. Er bietet acht Klassen Platz und umfasst einen weiteren Physiktrakt und eine neue Turnhalle. Gleichzeitig wurde der „Altbau 1878“ wegen Renovierungsarbeiten vollständig gesperrt. Am 8. Dezember 1983 wurde das alte Gymnasiumgebäude freigegeben. 1986/1987 entstand hinter der Turnhalle ein Schulgarten, in dem z. B. alte Getreidesorten gezüchtet wurden.
Am 24. Juni 1988 wurde die sanierten Turnhalle übergeben.1987/1988 wurde Informatik als neues Wahlfach eingeführt. Die große Nachfrage führte zu elf Wahlkursen. Ein neuer Rahmenplan für ITG (Informationstechnische Grundbildung) soll die Fächer Deutsch, Mathematik und Wirtschafts- und Rechtslehre in ihren traditionellen Lernzielen ergänzen, womit das Computerzeitalter an der Schule begann. Zum ersten Mal wurden vier Eingangsklassen gebildet. 1988/1989 wurde der „Verein der Freunde und Förderer des Gymnasiums Wunsiedel“  gegründet. Es gab einen ersten Besuch einer Delegation der EOS Schwarzenberg/Bertolt Brecht in Wunsiedel. Im Umbruchsjahr der deutschen Frage bahnen sich Kontakte auch zum tschechischen Partner Ostrov an. Wegen erneuter Raumnot wurden 1993/1994 vier Klassen in ein Gebäude in der Hornschuchstraße ausgelagert.
Am 4. Oktober 1994 erhielt die Schule erhält einen neuen Namen: Luisenburg-Gymnasium Wunsiedel. Der Abiturient Florian Meyer wurde als einer von drei bayerischen Gymnasiasten in die Stiftung Maximilianeum aufgenommen. Oberstudiendirektor Kappl wurde Ministerialbeauftragter für die Gymnasien in Oberfranken. 1996/1997 überstieg die Schülerzahl 900. Am 20. Juni 1997 feierte das  Luisenburg-Gymnasium mit all seinen Abiturienten 50 Jahre Abitur. Im Frühjahr 1998 begann ein weiterer Erweiterungsbau südlich der Stadtmauer.
2010/2011 wurde eine Bläserklasse am „LuGy“ eingeführt. 2014 wurde der Schule das Zertifikat MINT-EC verliehen. 2015/2016 wurde in Zusammenarbeit mit den Luisenburg-Festspielen eine Theaterklasse eingeführt.

## Sonstiges

### Die Mumie
Die Mumie liegt zwar erst seit 1985 im Keller des Luisenburg-Gymnasiums, sie befindet sich aber schon seit langer Zeit im Besitz der Schule. Die Mumie war ein Geschenk des Kaufmanns Christian Heß, Großvater des NS-Kriegsverbrechers Rudolf Heß. Christian Heß lebte damals in Ägypten und schickte anlässlich eines Jubiläums seiner Schule, die er von 1848 bis 1850 besucht hatte, 1883 die Mumie als Geschenk. Die Mumie war ein Mann, der zur Ptolemäer-Zeit lebte und vor mehr als 2000 Jahren starb.
Bis 1945 lag diese Mumie auf dem Dachboden des Gymnasiums, das während des Zweiten Weltkrieges zum US-Lazarett umfunktioniert wurde. Dort fanden alliierte Soldaten die Mumie, warfen sie aus dem Fenster in den Schulhof und schossen ihr in den Kopf und in die Brust. Beim Sturz brach sich der alte Ägypter beide Füße. Nach etlichen Untersuchungen und Restaurierungen stellten Experten fest, dass es sich hier um eine „Luxus-Mumie“ handelt, das heißt, der Körper wurde 40 Tage lang einbalsamiert und konnte somit nicht verwesen.
Seit Mai 1985 ist die Mumie im Keller der Schule untergebracht und wird hin und wieder von Besuchern des Schulfestes oder von Schülern im Biologie- und Geschichtsunterricht besichtigt.

### Die Schülerverbindung „Absolvia“
Seit dem Jahre 1880 existierte an der früheren Wunsiedler Realschule - wie auch heute am Luisenburg-Gymnasium - eine farbentragende und nichtschlagende Schülerverbindung unter dem Namen „Absolvia“. Die Farben der Verbindung sind weiß-grün-weiß, die Fuxenfarben weiß-grün, jeweils mit silberner Perkussion, dazu wird eine grüne Studentenmütze getragen. Heute umfasst die Schülerverbindung Absolvia Wunsiedel von 1911 im FAC ca. 135 Alte Herren und ca. 25 Gymnasiasten und Studenten. In ihrer langen Geschichte gehörten und gehören der Absolvia mehrere Oberstudiendirektoren des Gymnasiums und mehrere Ehrenbürger der Festspielstadt Wunsiedel an.

## Die Leiter der Schule
- 1833–1867  Friedrich Landgraf
- 1868–1869  Max Förderreuther
- 1869–1883  Erhardt Zahn
- 1884–1903  Caspar Schlumberger
- 1904–1920  Dr. Otto Clauß
- 1920–1922  Franz Paul Wimmer
- 1922–1932  Alfons Wolf
- 1932–1945  Dr. Fritz Fleischmann
- 1946–1953  Franz Bleisch
- 1953–1958  Dr. Otto Deiml
- 1958–1965  Dr. Christian Theusner
- 1965–1975  Dr. Karl Kögler
- 1975–1984  Kurt Richter
- 1984–1989  Dr. Helmut Reinel
- 1989–1996  Gerhard Kappl
- 1996–2009  Bruno Kraus
- seit 2009  Joachim Zembsch